# Джорджія Гулд
Джорджія Гулд  (англ. Georgia Gould, 5 січня 1980) — американська велогонщиця, олімпійка.

## Виступи на Олімпіадах
| Олімпіада   | Дисципліна               | Місце |
| ----------- | ------------------------ | ----- |
| Пекін 2008  | гірський велосипед, крос | 8     |
| Лондон 2012 | гірський велосипед, крос | 3     |

## Зовнішні посилання
- Досьє на sport.references.com [Архівовано 5 лютого 2013 у Wayback Machine.]